# Мадаба (мухафаза)
Ма́даба (араб. محافظة مادبا‎) — мухафаза на западе Иордании.
- Административный центр — Мадаба.
- Площадь — 940 км², население — 156 300 человек (2012 год).

## География
На севере граничит с мухафазой Эль-Балка, на востоке с мухафазой Амман, на юге с мухафазой Эль-Карак, на западе с Палестиной по Мёртвому морю.

## Административное деление

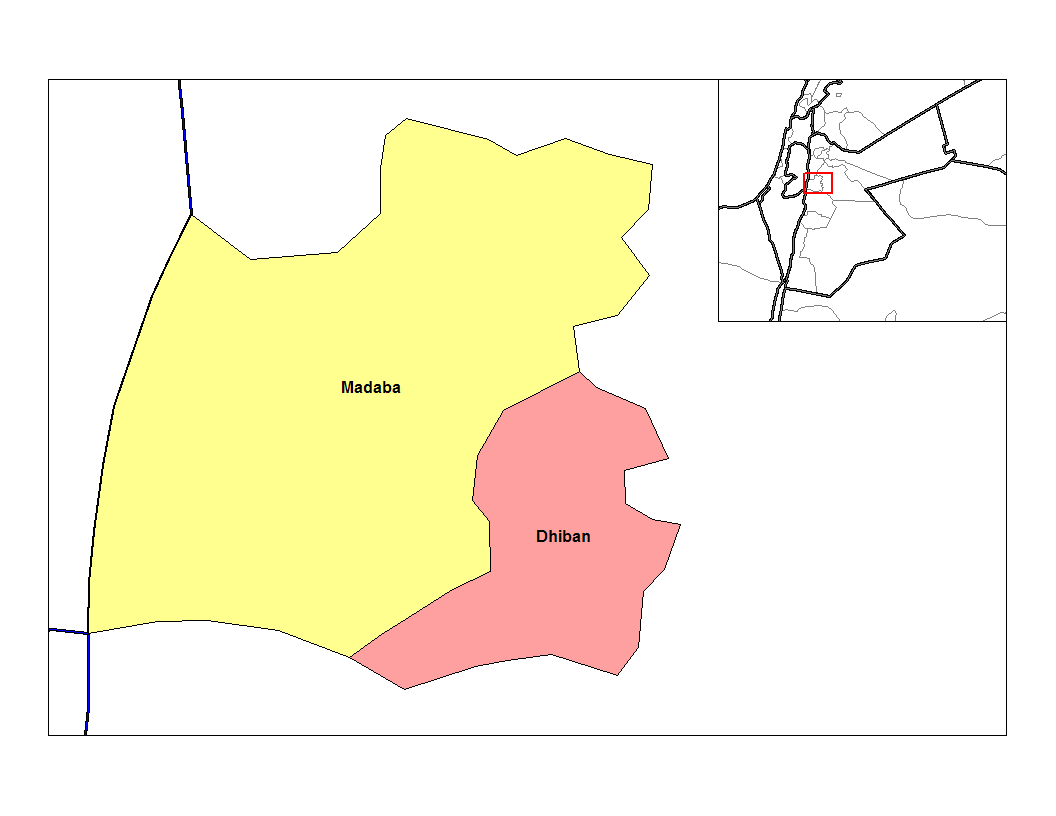
Районы мухафазы

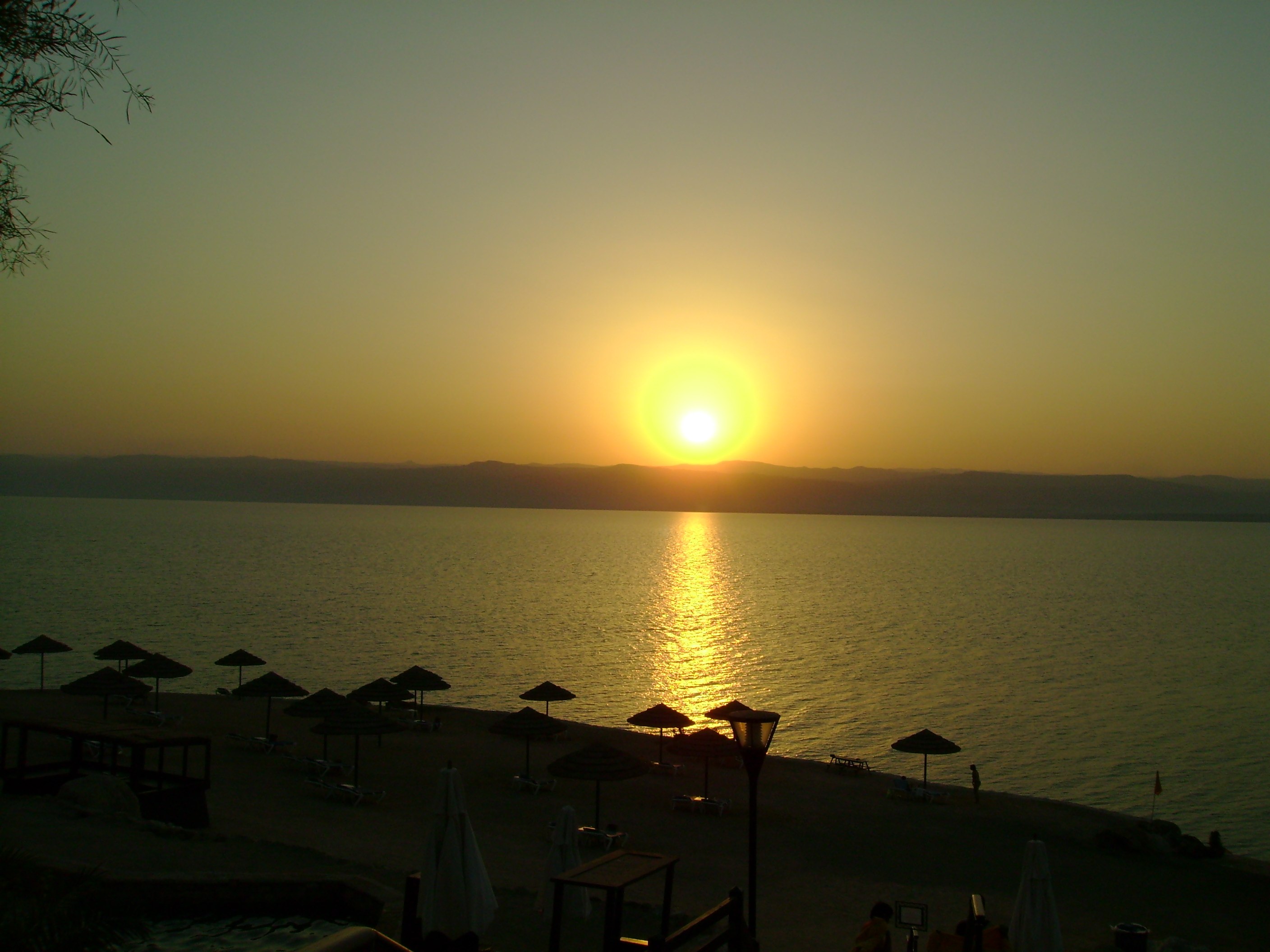
Пляж Мёртвого моря

Мухафаза разделена на 2 района:
- Dhiban
- Madaba

## Климат
Климат мухафазы Мадаба значительно варьирует из-за разницы в высоте районов: столица, город Мадаба (Madaba), находится на возвышении в 798 метров над уровнем моря, а курортная зона Мертвого моря наоборот, в низине, примерно на 300 метров ниже уровня моря. Это приводит серьезной разнице температур, особенно в зимний период.